# Adriaen van Ostade

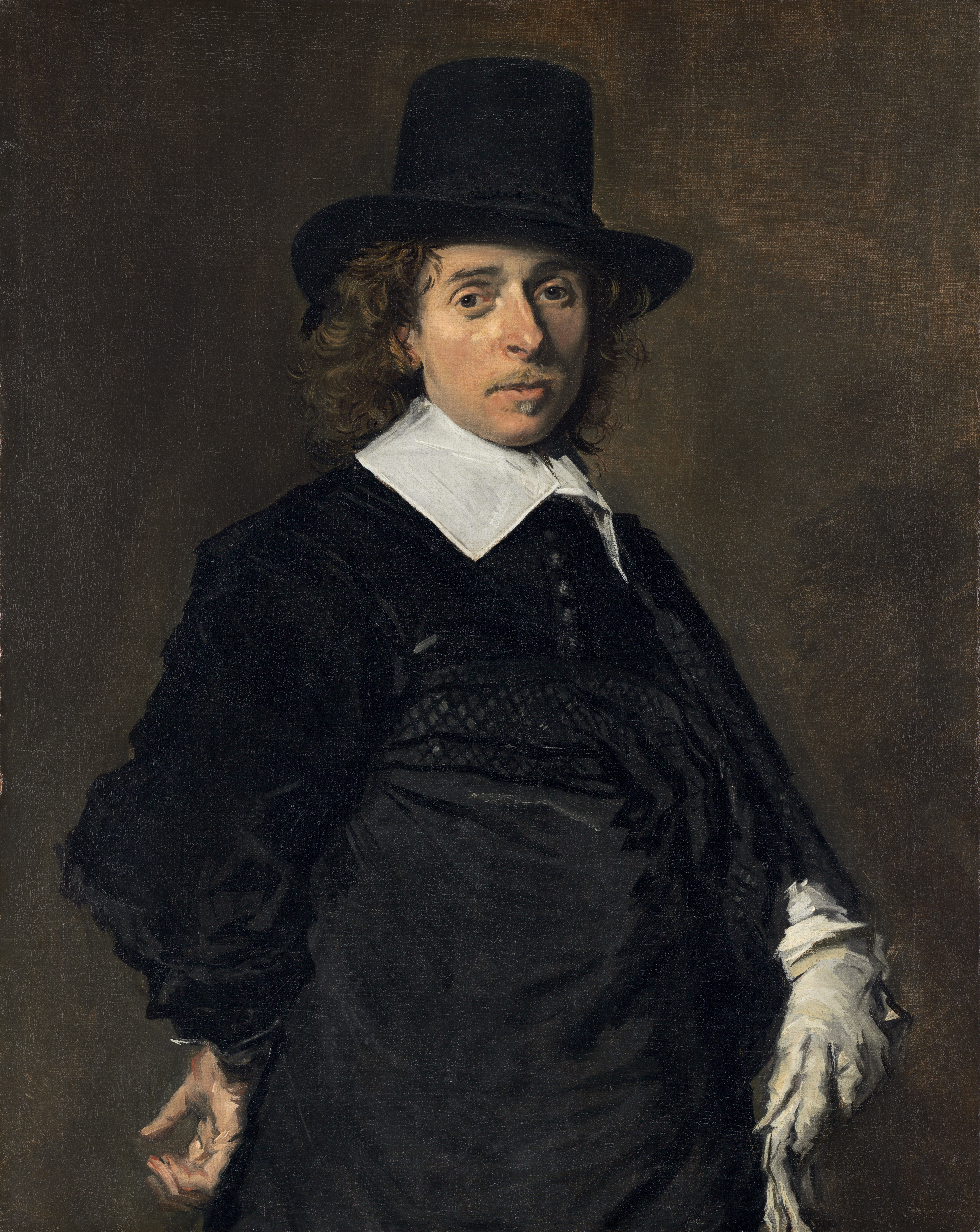
Adriaen van Ostade, Porträt von Frans Hals.Ostades Unterschrift:

Adriaen Jansz. van Ostade (getauft am 10. Dezember 1610 in Haarlem; † 27. April 1685 ebenda) war ein niederländischer Maler und Radierer.

## Leben
Van Ostade das dritte von acht Kindern des Bäckers Jan Hendricx van Eyndhoven und dessen Frau Janneke Hendriksdr. Der Vater, der nicht den Familiennamen „van Ostade“ führte, stammte aus Ostade bei Eindhoven und wurde bald darauf Leineweber. Van Ostade wird in der älteren Literatur manchmal auch als Andreas van Ostade bezeichnet und als Geburtsort wird Lübeck angegeben.
Er wurde um 1627 (gemeinsam mit Adriaen Brouwer) Schüler von Frans Hals und war in dessen Art bis gegen 1639 tätig. Am 8. Juni 1632 wurde er erstmals urkundlich als Maler genannt. Im Jahr 1634 trat in die Haarlemer Lukasgilde ein, in der er 1646 und 1661 als Kommissär und 1662 als Dekan fungierte. Von da ab schloss er sich der Malweise Rembrandts an, welchem seine Neigung für die malerische Ausbeutung des Helldunkels schon früher entgegengekommen war. Nach seiner zweiten Eheschließung besuchte er häufiger Amsterdam, was sich auf seine Kunst auswirkte. Im Jahr 1642 widersetzte er sich gemeinsam mit Frans Hals, Salomon van Ruysdael und Cornelis Vroom den Entscheidungen der Gilde, die die Einfuhr ausländischer Kunstwerke untersagte. Im Jahr 1672 soll er sich im Verlauf des Holländischen Kriegs vor den angreifenden französischen Truppen nach Amsterdam zurückgezogen und die Aquarelle angefertigt haben, die sich im Besitz von Jonas Witsen befanden und mit den Jahreszahlen 1672 bis 1678 datiert sind. Er fügte teilweise auch Figuren in die Werke anderer Künstler ein, während er selbst seine Werke immer komplett ohne andere herstellte. Bereits zu seinen Lebzeiten erzielten Ostades Gemälde hohe Preise. Zu seinen Schüler zählen Cornelis Pietersz. Bega, Richard Brakenburg, Hendrik Martensz. Sorgh, Michiel van Musscher, Jan de Groot. Seine Radierungen wurden zeitweise zur Herstellung gefälschter Gemälde verwendet. Er fertigte oftmals mehrere Ausführungen desselben Motivs.

## Familie
Ostade war zweimal verheiratet:
- am 26. Juli 1638 mit Machtelga Pieterse oder Machteltje Pietersdr. aus Haarlem († 1642) Am 27. September 1642 wurde Ostades Frau in der Haarlemer St. Bavokirche begraben.
- am 26. Mai 1657 mit Anna Ingels aus Amsterdam († 1666)
  - eine Tochter Johanna Maria ⚭ mit dem Chirurgen Dirk van der Stoel

Schwester Mayken oder Maeyeken heiratete den städtischen Sekretär Barend van Bosvelt, deren gemeinsame Tochter Aeltje wurde 1654 die Ehefrau des Haarlemer Malers Jan Vermeer. Sein jüngerer Bruder Isaac van Ostade war sein Schüler und wurde ebenfalls Maler. Ein anderer Bruder Jan wurde hingegen Leinweber.
1655 wurde Ostade zum Vormund der fünf Kinder seiner verwitweten Schwester Maeyeken Jansdr. bestellt und im Jahr 1668 übernahm er zudem die Vormundschaft für die Kinder seines 1665 verstorbenen Bruders Jan. Er starb kurz nach der Eheschließung seiner Tochter und wurde am 2. Mai 1685 in der Kirche St. Bavo beigesetzt.

## Künstlerisches Wirken
Ostade hat eine große Zahl von meist humoristischen, auch „einfigurigen“ Genrebildern kleinen Formats aus dem Leben der Bürger und Bauern gemalt: Raucher, Trinker, Spieler, Quacksalber, Tänzer, Raufereien etc., bisweilen auch Bildnisse. In der ersten, von Hals beeinflussten Periode seines Schaffens, aus der etwa 40 Bilder nachweisbar sind, ist ein Streben nach scharfer, lebendiger Charakteristik und nach derbem Humor zu erkennen.
Die Bilder der zweiten Periode charakterisieren außer der Helldunkelwirkung Naivität der Auffassung und gemütvollen Humor. Die Bilder der dritten Periode (meist Interieurs mit Figuren) sind durch sorgsame Durchführung bei hellem, leuchtendem Ton ausgezeichnet. Gemälde von ihm befinden sich in den Galerien zu Berlin, Dresden, Wien (kaiserl. Galerie, Liechtenstein), Paris (Louvre), München (Pinakothek), Amsterdam, in Den Haag und St. Petersburg. Ihre Zahl beläuft sich auf etwa 400. Hauptwerke sind: Der Leierkastenmann und die Bauerngesellschaft in Berlin, Das Innere einer Hütte und Der Schulmeister im Louvre, Die Bauern in der Schenke in München, Der Quacksalber in Amsterdam, Bauernfest in Petersburg, Das Atelier des Malers in Amsterdam und Der Maler an der Staffelei in Dresden. Er hat auch zahlreiche Aquarelle, getuschte Federzeichnungen und Radierungen hinterlassen.

## Ausstellungen (Auswahl)
- 30. Mai bis 8. November 2020: Adriaen van Ostade: The Simple Life. Kunst Museum Winterthur – Reinhart am Stadtgarten[7]
- 6. April bis 3. Juli 2016: Kinder, Kerle, Charaktere. Das druckgraphische Werk Adriaen van Ostade. Kunsthalle Bremen.[8][9]
- 30. November 2018 bis 27. Januar 2019: Adriaen van Ostade in der Villa Wessel in Iserlohn[10]

## Werke (Auswahl)
- Der Maler in seiner Werkstatt, 1663, Holz, 38 × 35 cm. Dresden, Gemäldegalerie.
- Der Spielmann, 1673, Holz, 45 × 42 cm. Den Haag, Mauritshuis.
- Die sogenannte Familie des Malers, 1654, Holz, 70 × 81 cm. Paris, Musée National du Louvre.
- Feierabend auf dem Lande, 1659, Holz, 37 × 45 cm. Kassel, Gemäldegalerie.
- Lustige Bauerngesellschaft, 1641, Holz, 45 × 38 cm. München, Alte Pinakothek.
- Tanzende Zwerge in einer Bauernschenke, um 1635, Holz, 24,5 × 29 cm. Kunsthalle Bremen.
- Unterhaltung am Kamin, 1661, Kupfer, 37 × 47 cm. Amsterdam, Rijksmuseum.
- Verkündigung an die Hirten, Holz, 69 × 55 cm. Braunschweig, Herzog Anton Ulrich-Museum.
- Zechende und rauchende Bauern, Holz, 30 × 37 cm. Karlsruhe, Kunsthalle.
- Grüßender Bauer, um 1650–55, Holz, 27 × 22 cm. Bonn, Privatsammlung

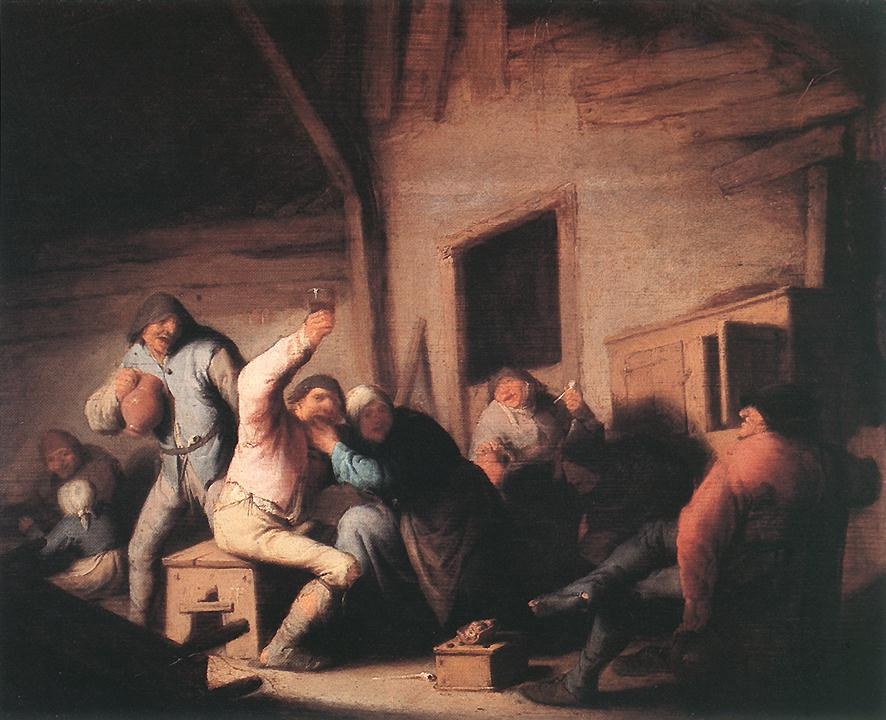
Bauern in einer Taverne (ca. 1635)
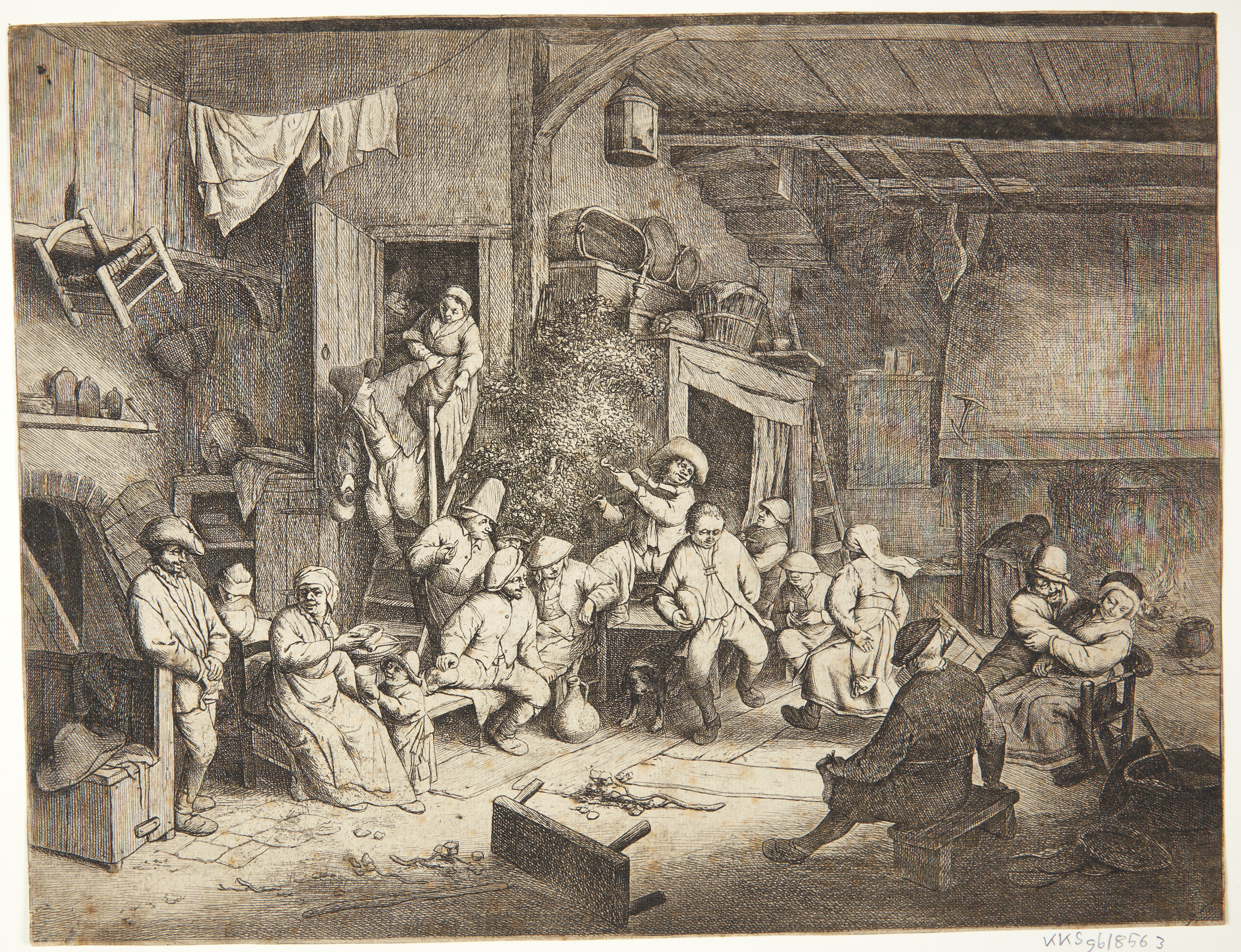
Der Tanz im Wirtshaus (1652, Radierung)
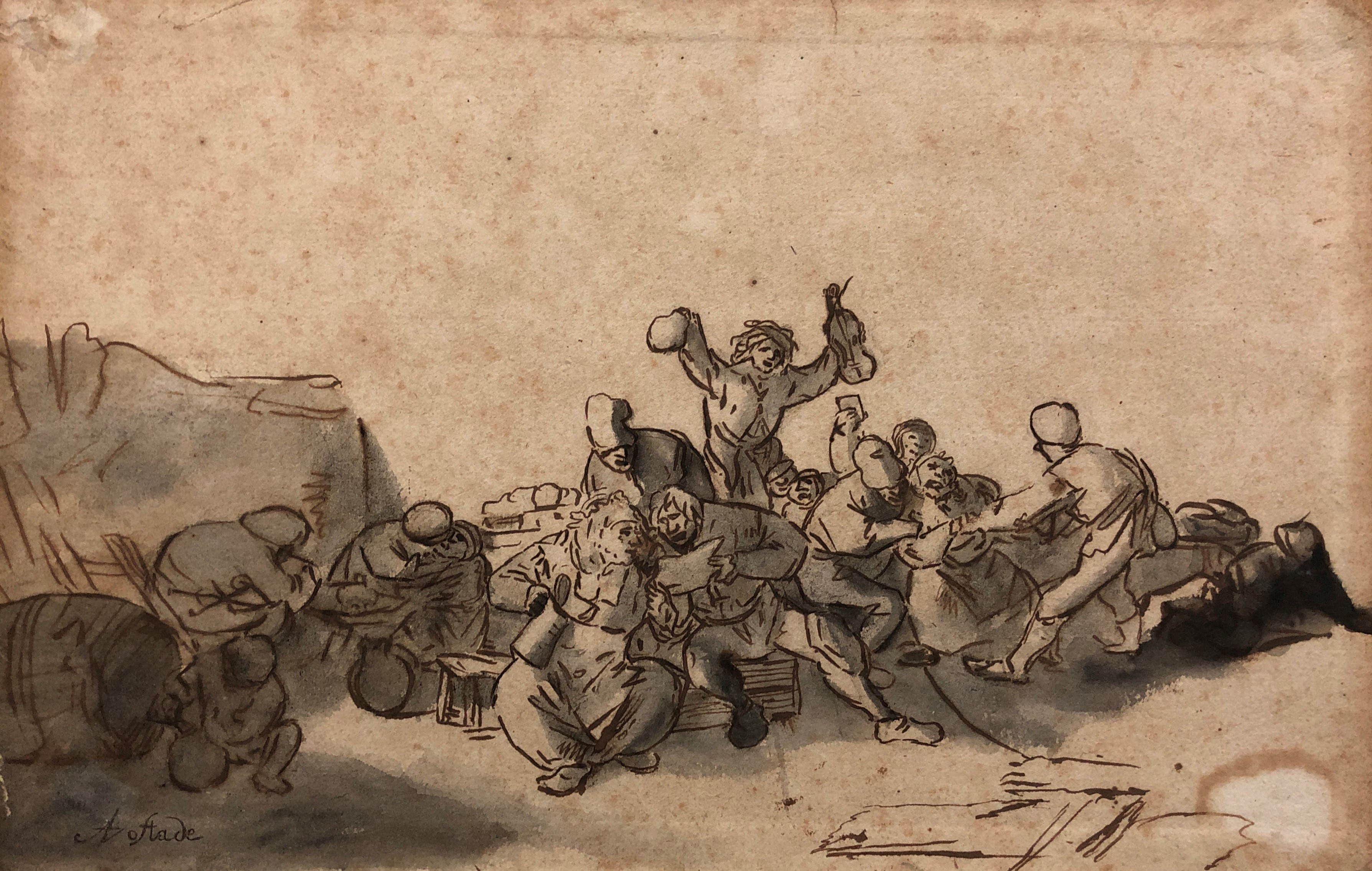
Zechgelage (Feder in Braun, grau laviert)
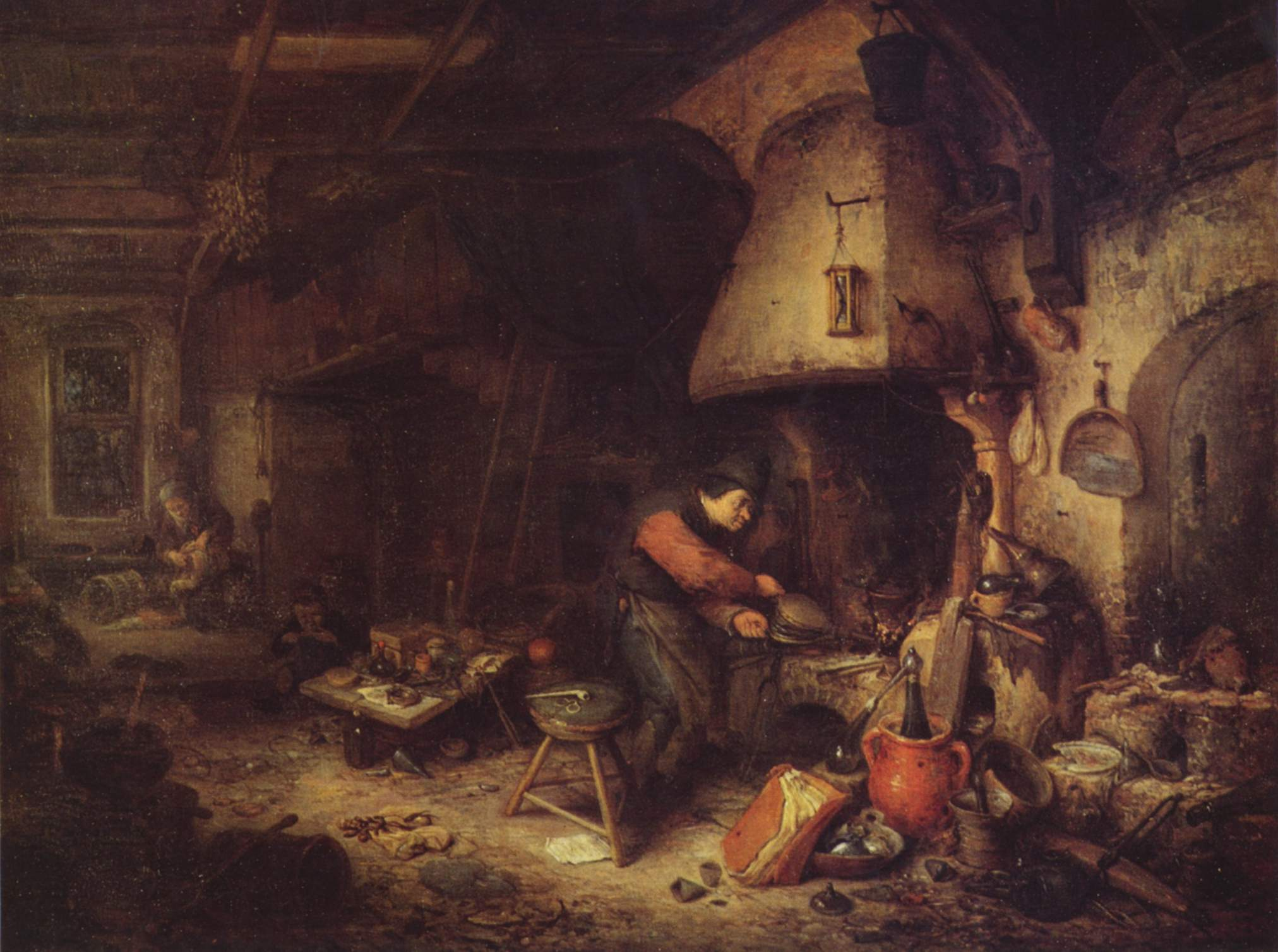
Der Alchimist
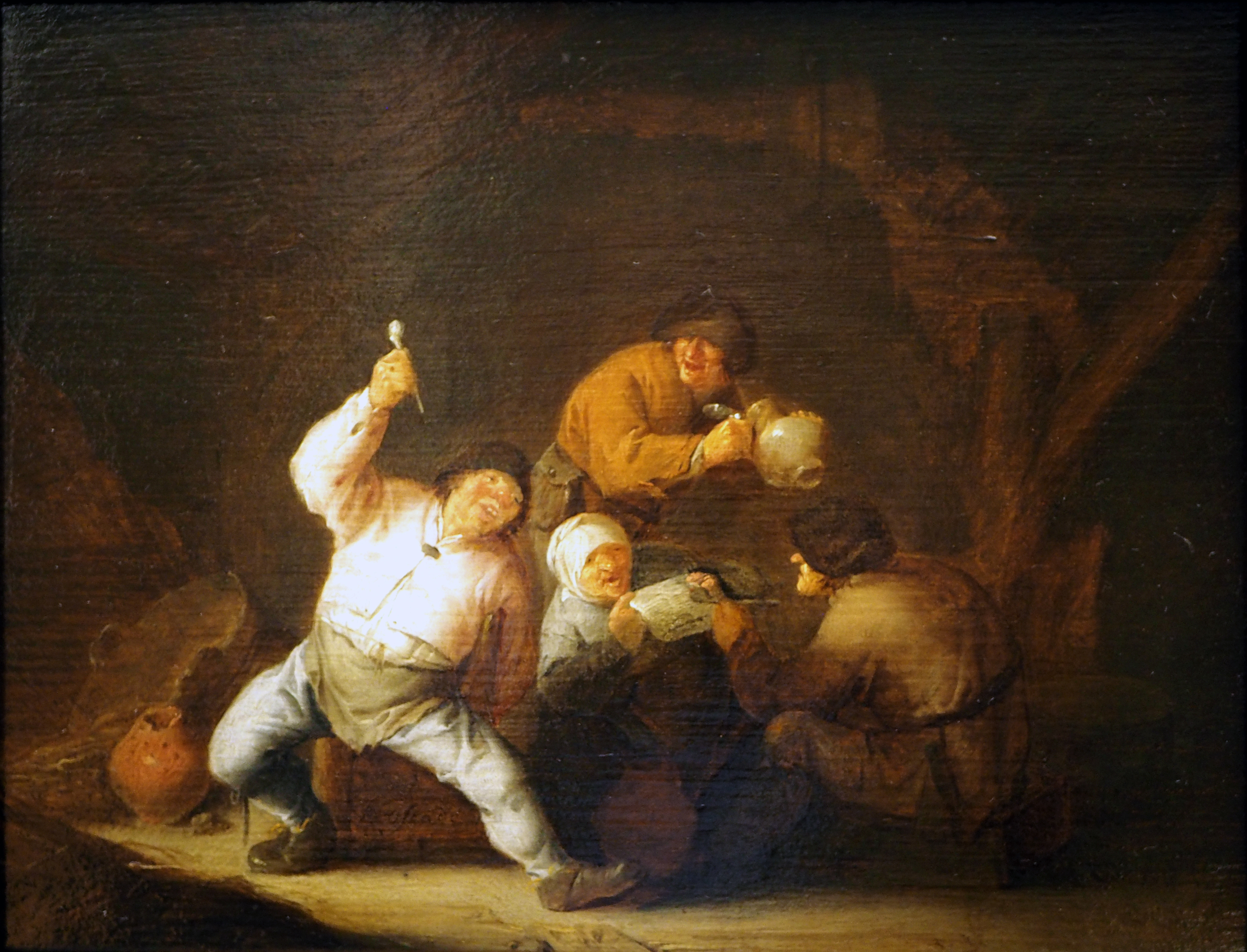
Vergnügte Bauern in einer Scheune

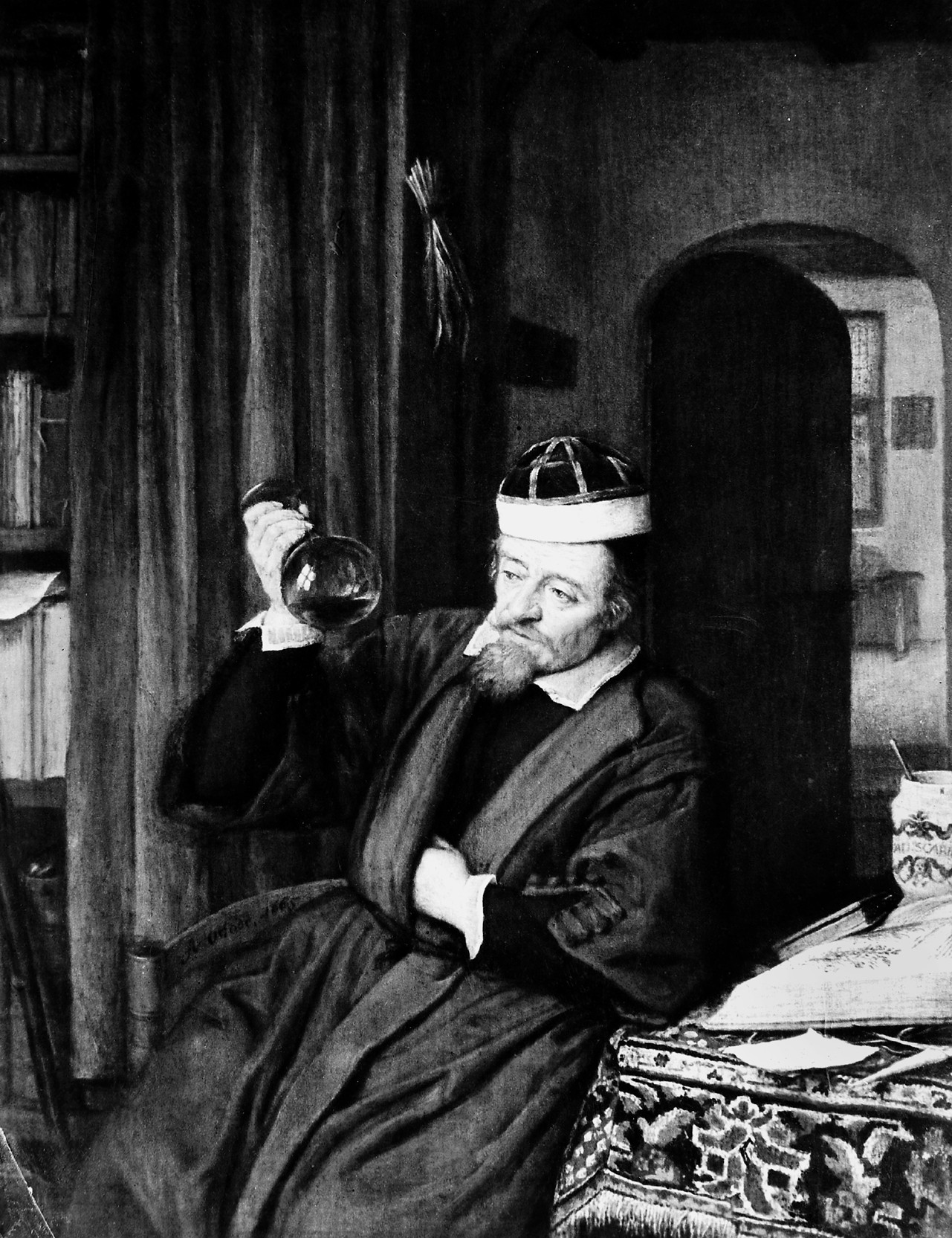
Einfiguriges Genrebild: Der Arzt in seinem Studierzimmer bei der Uroskopie
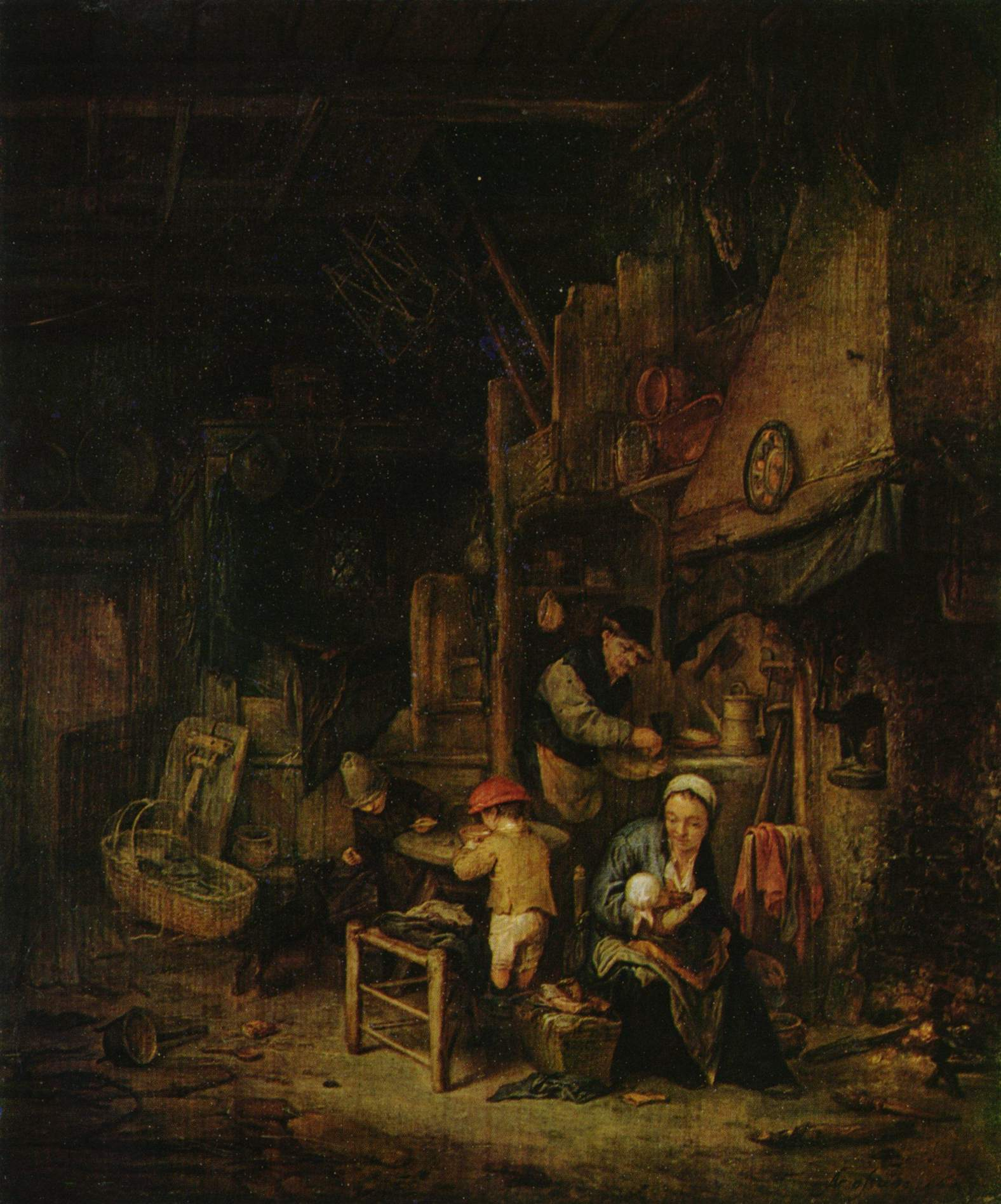
Bauernfamilie in der Stube
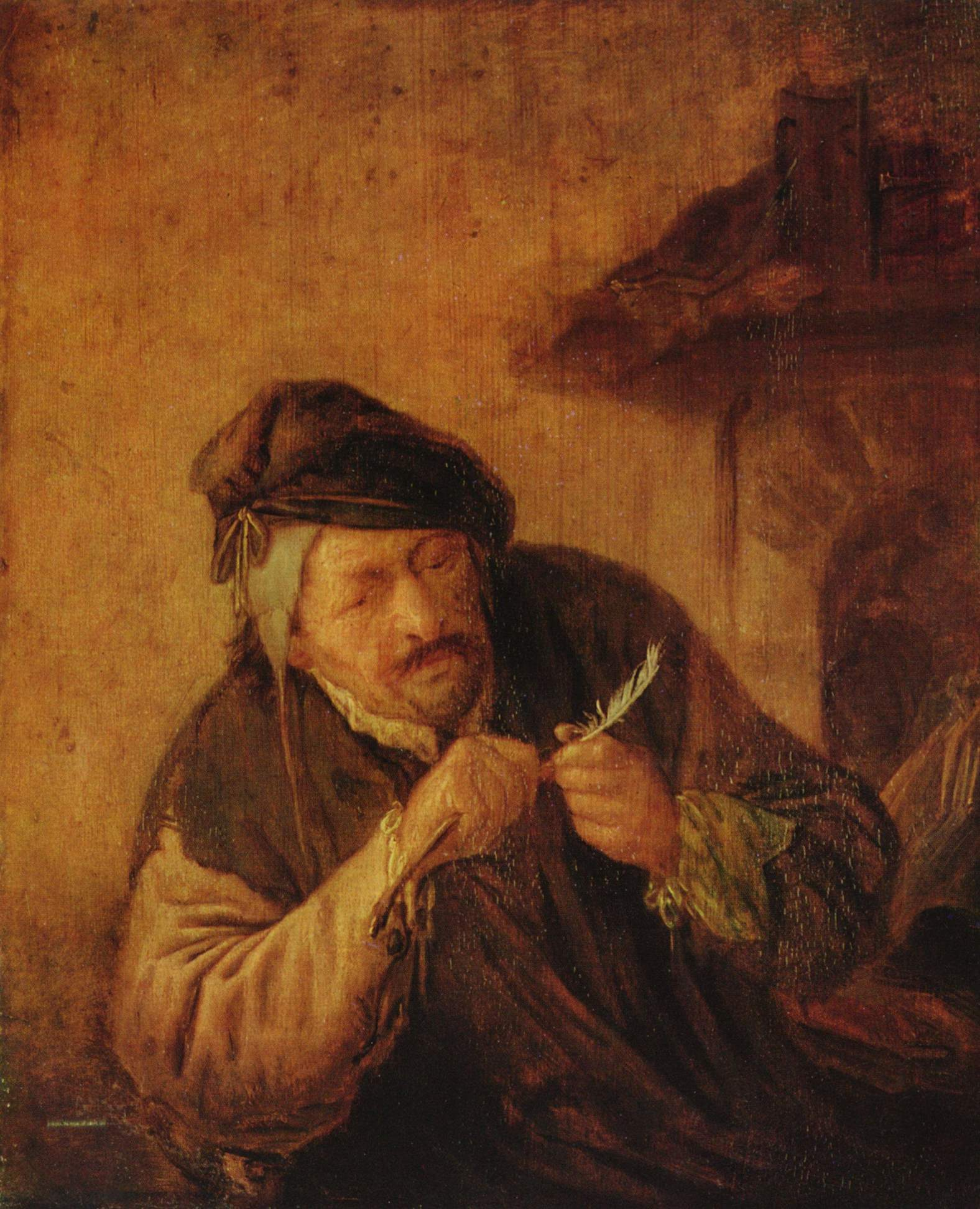
Der Federschneider
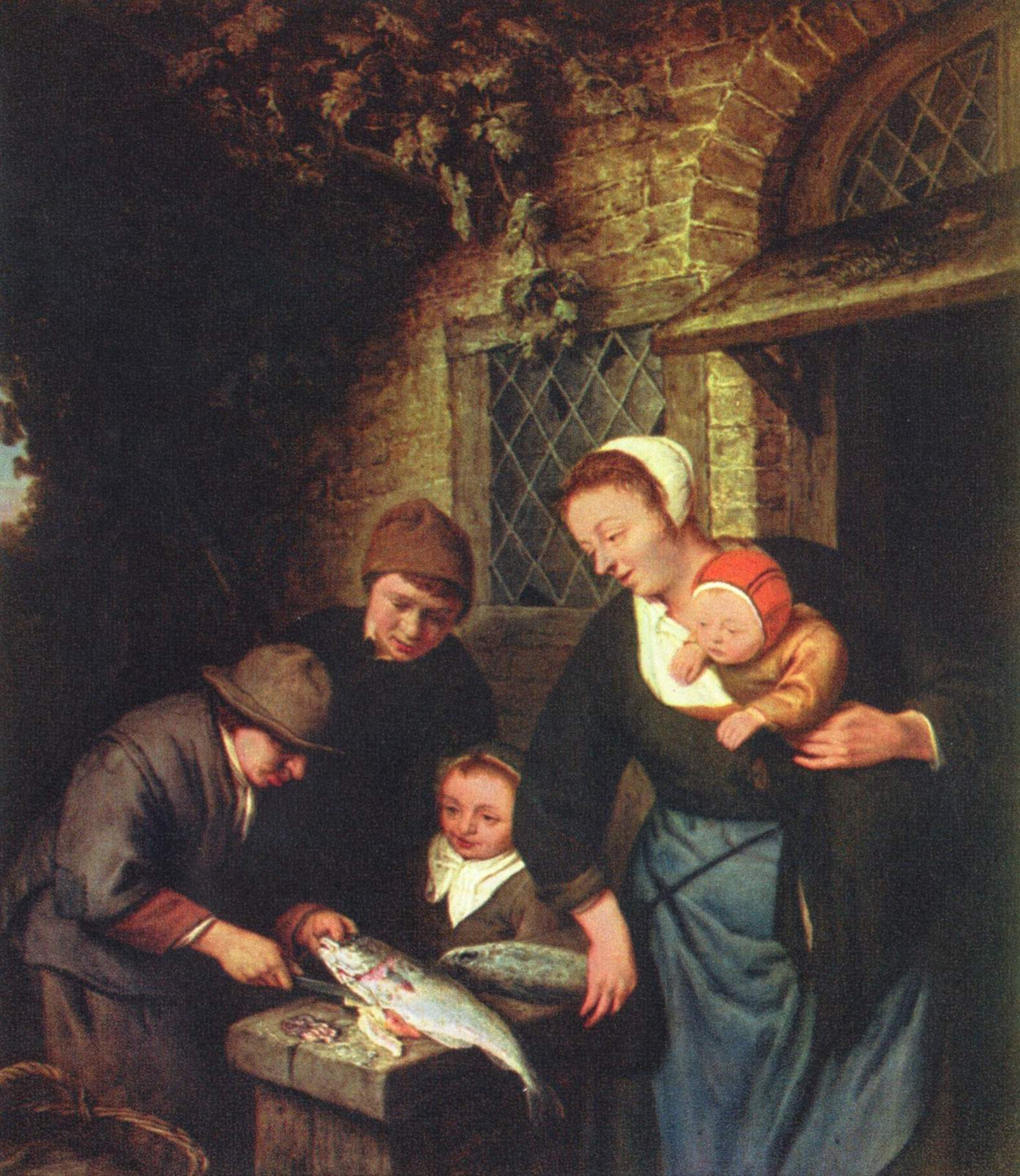
Der Fischverkäufer
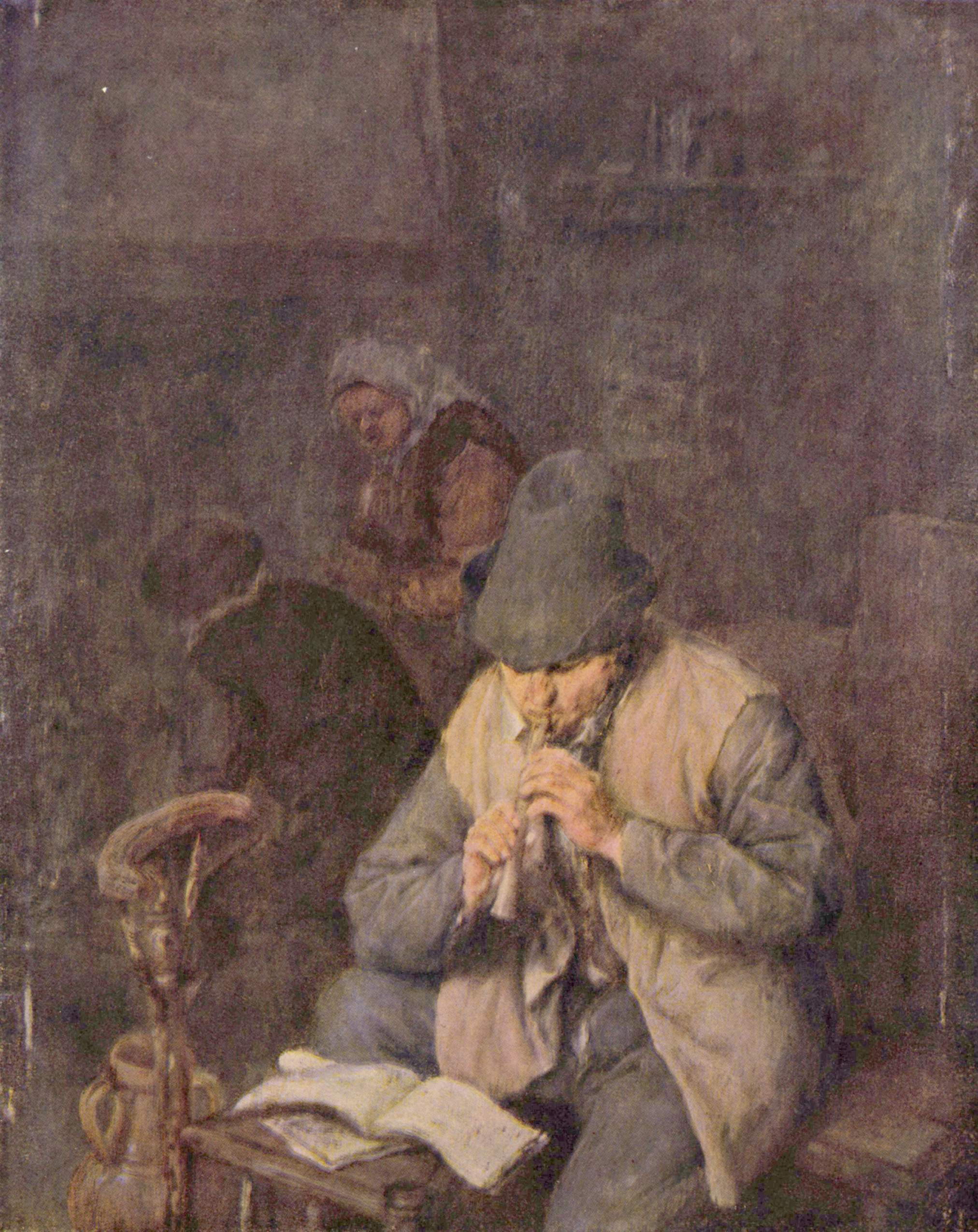
Der Flötenspieler
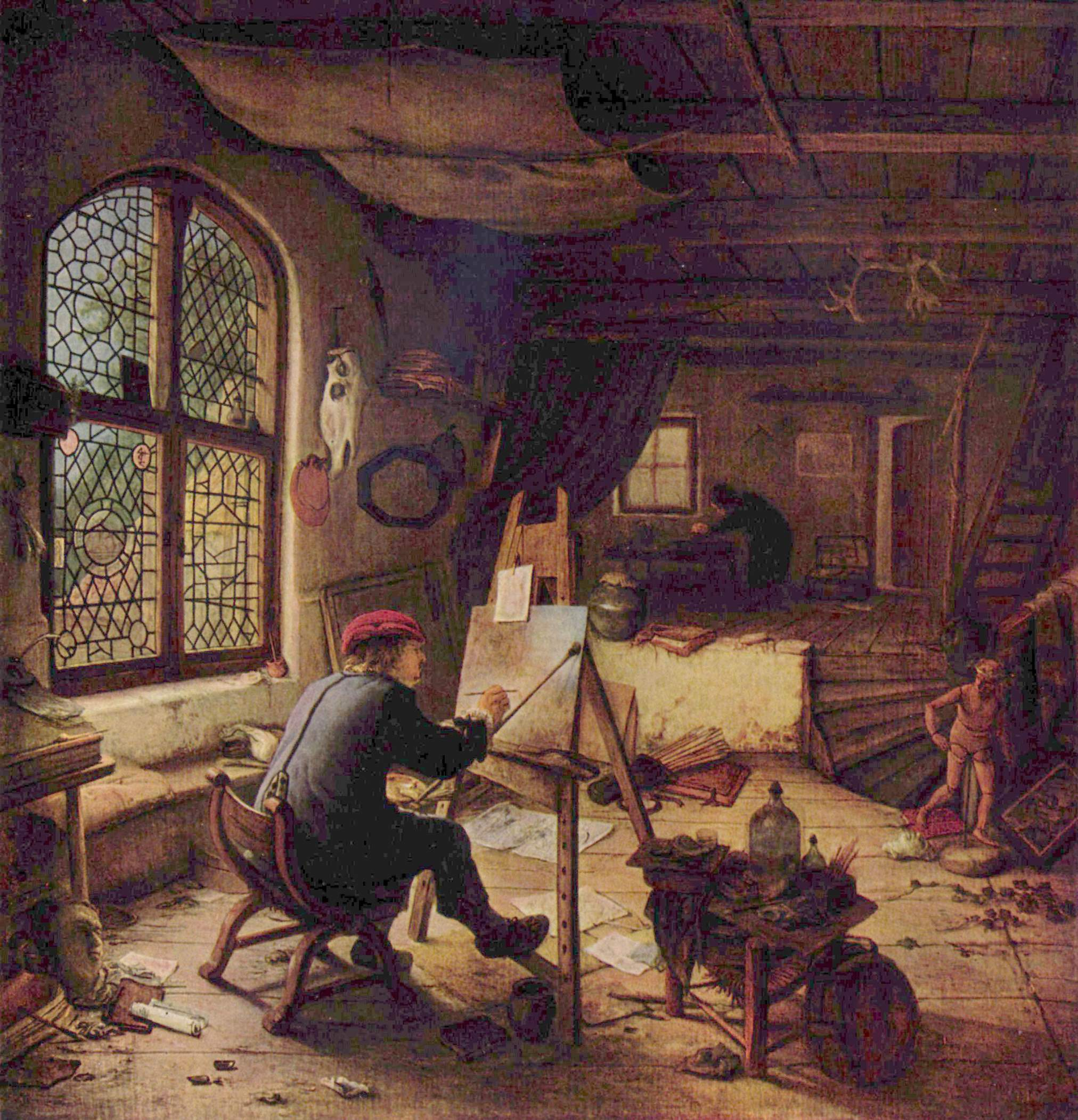
Der Maler in seiner Werkstatt (Selbstporträt)
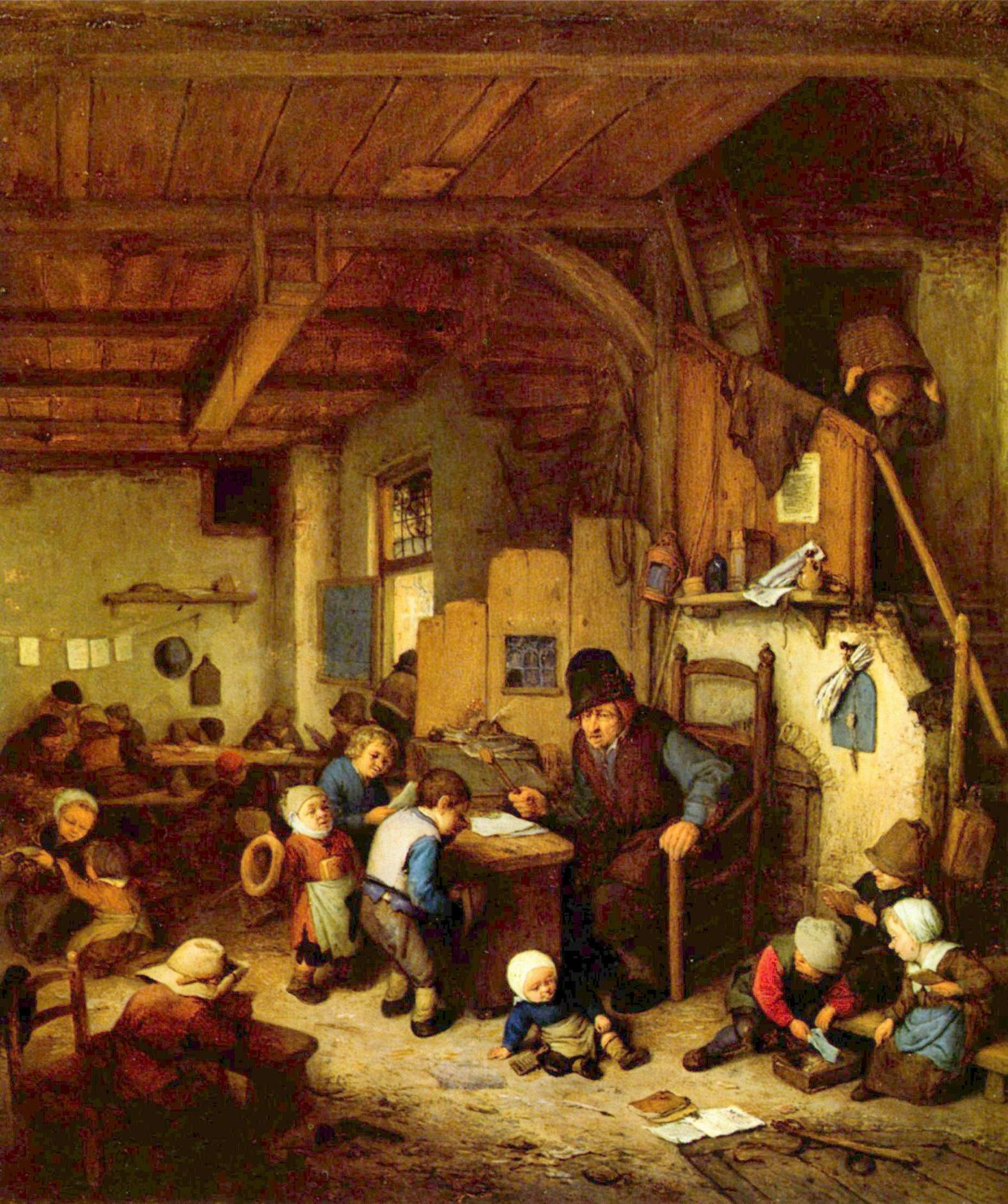
Der Schulmeister
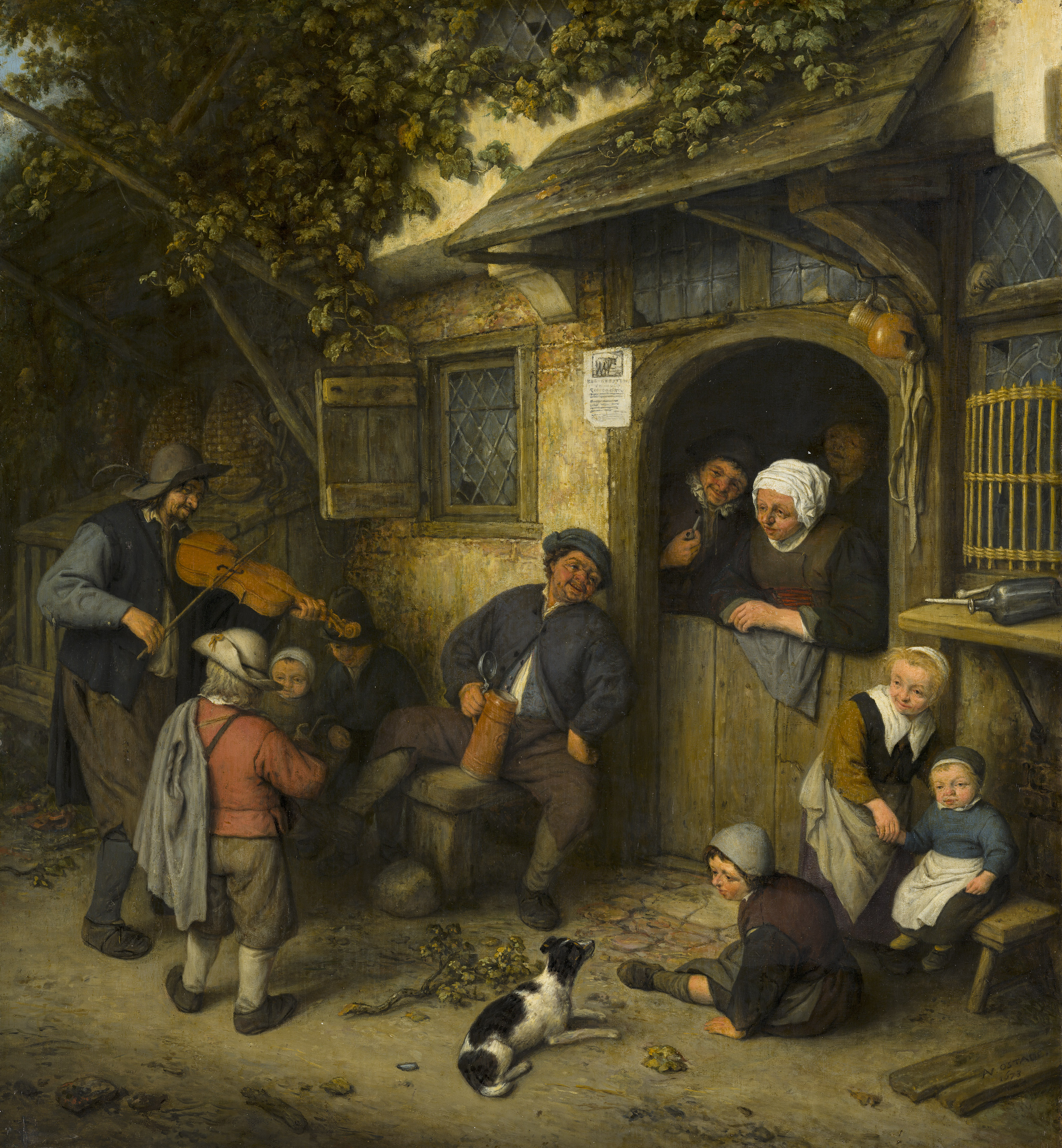
Der Violinspieler
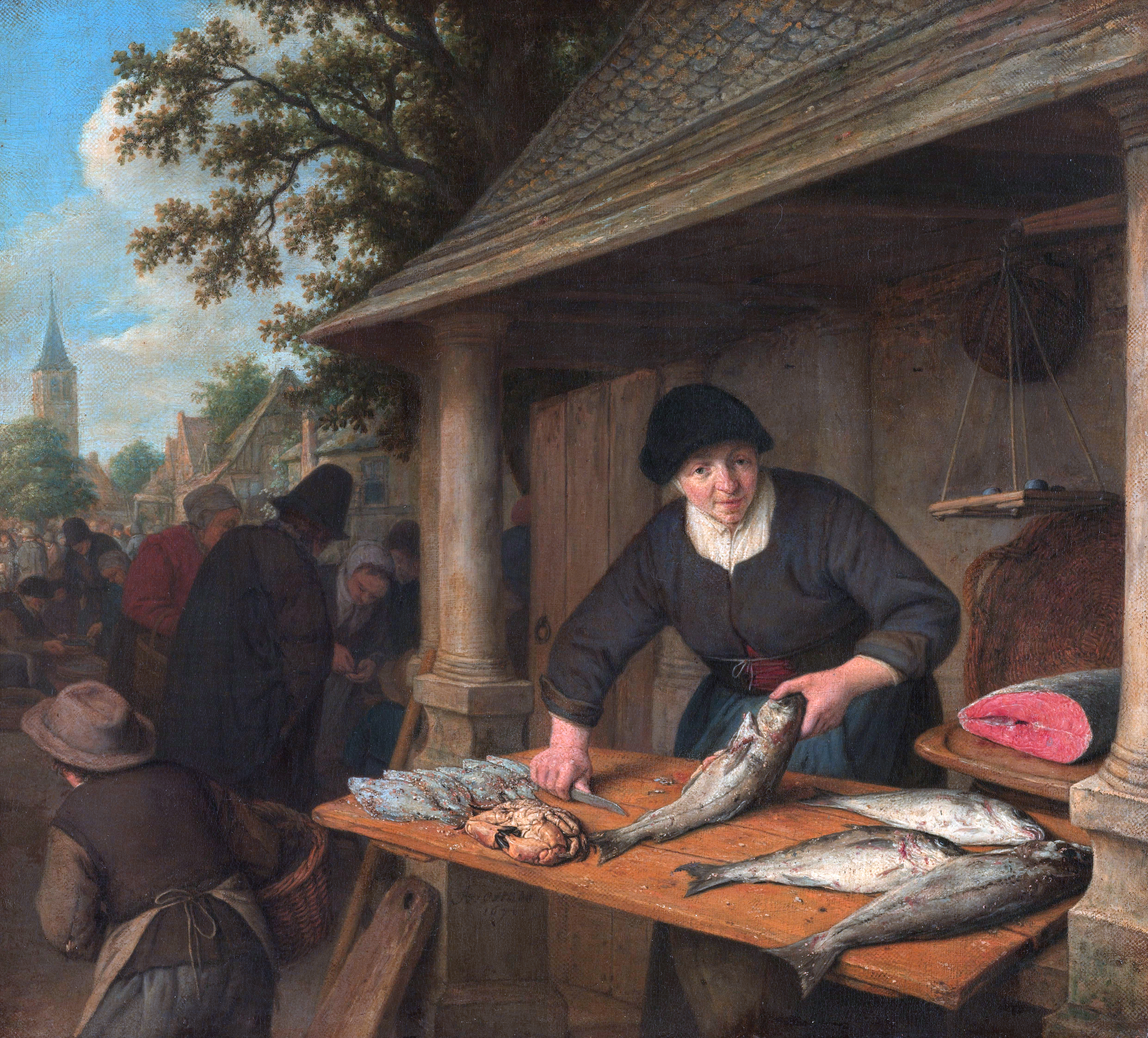
Die Fischhändlerin
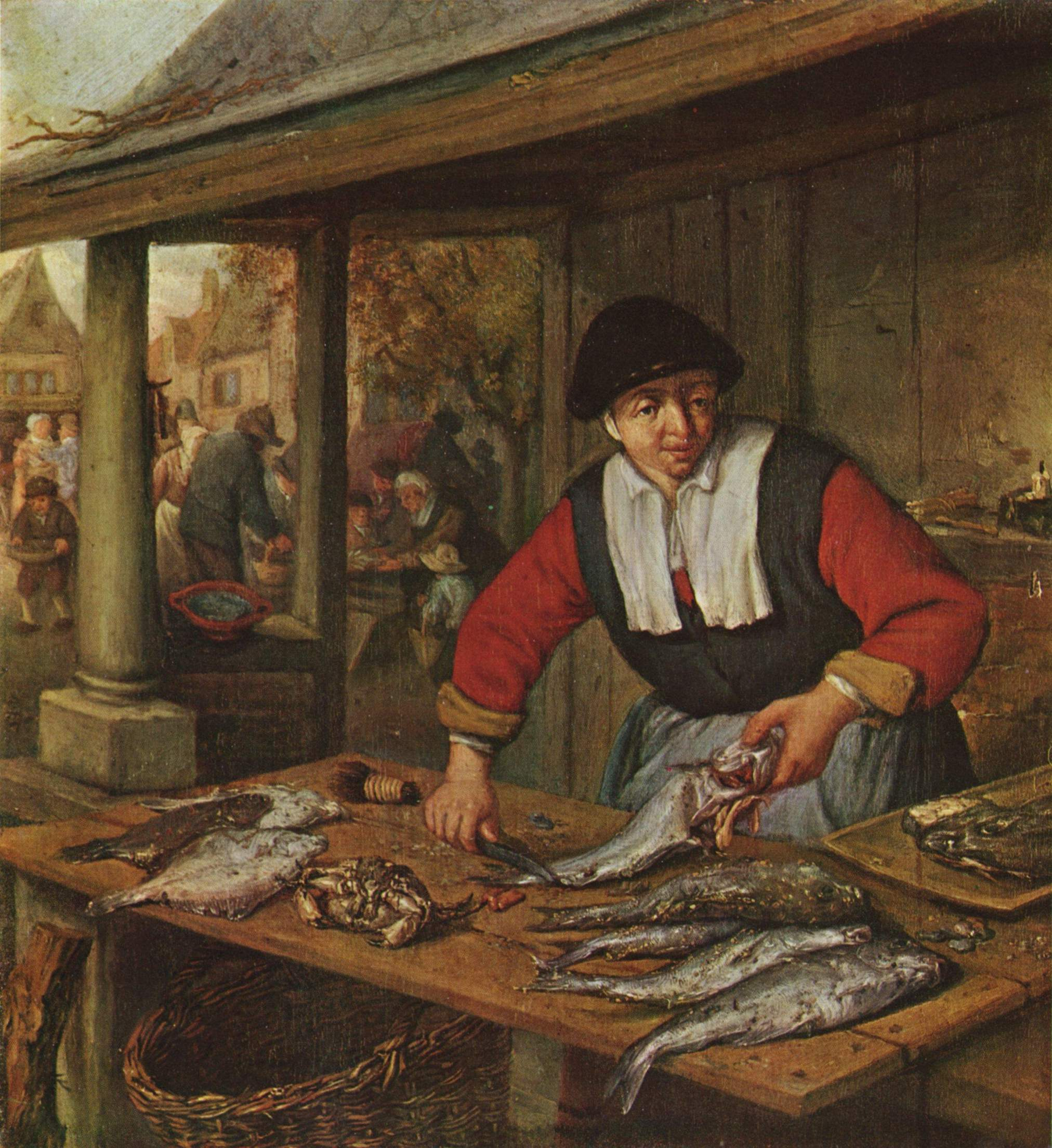
Die Fischverkäuferin
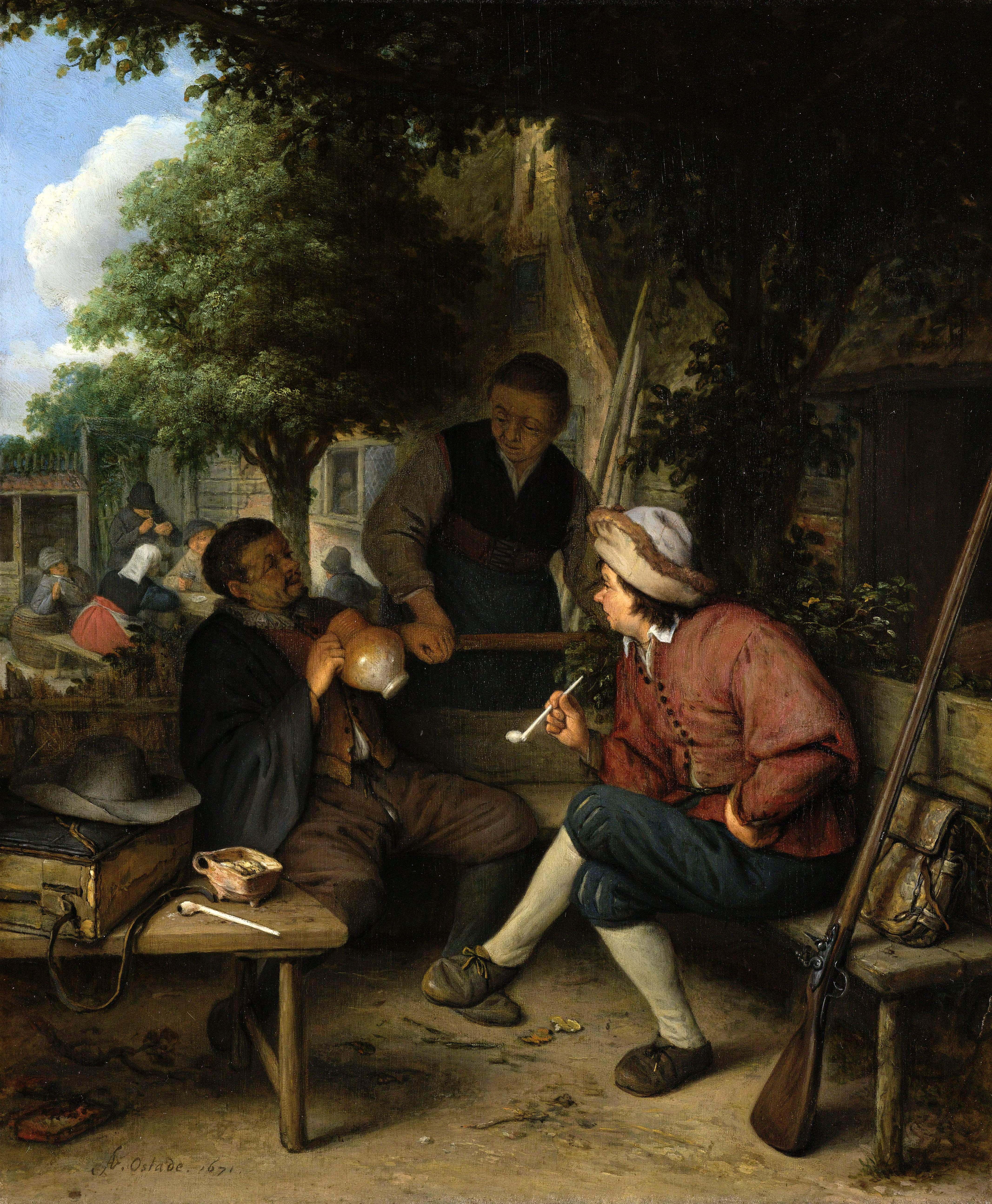
Rastende Wanderer